# Italo Gismondi

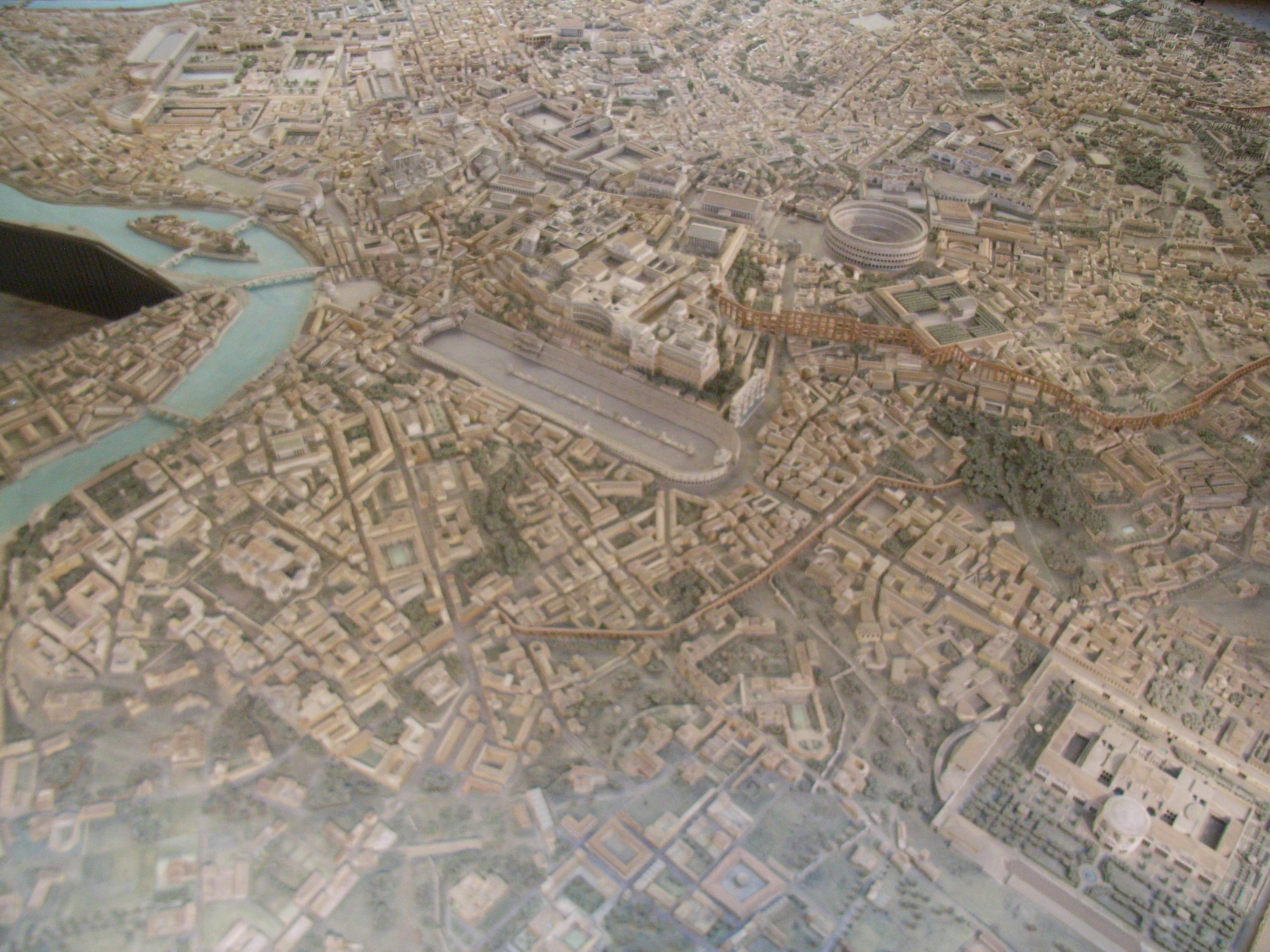
De grote maquette van Rome van Gismondi

Italo Gismondi (Rome, 12 augustus 1887 – aldaar, 2 december 1974) was een Italiaans archeoloog.
Gismondi werkte vanaf 1910 voor de Amministrazione delle Antichità e Belle Arti, de instelling verantwoordelijk voor de antiquiteiten en kunsten.  Hij werd benoemd tot directeur van de opgravingen in Ostia Antica, waar hij 44 jaar werkte. Tussen 1919 en 1938 was Gismondi ook verantwoordelijk voor alle antiquiteiten in Rome.
Gismondi's primaire focus lag in Ostia, waar hij een belangrijke bijdrage leverde aan het onderzoek naar de geschiedenis van de stad. Hij met name geïnteresseerd in de architectonische aspecten van de antieke bouwwerken. 
Hij was tevens architect en werkte aan vele projecten, zoals een plan voor de keizerlijke fora, die destijds gedeeltelijk werden opgegraven. In 1927 restaureerde hij de noordwestelijke sectie van de Thermen van Diocletianus en werkte aan het Planetarium dat gevestigd was in een van de bijgebouwen van dit complex. Tussen 1935 en 1971 werkte hij aan zijn Plastico, het befaamde model van de stad Rome in de oudheid. De maquette is gebouwd op een schaal van 1:250 en geeft de stad weer in de tijd van Constantijn de Grote, aan het begin van de 4e eeuw n.Chr. De Plastico staat opgesteld in het Museo della Civiltà Romana. Hier staat van Gismondi ook nog een kleiner model van Rome in de Republikeinse tijd.
Buiten Rome werkte Gismondi in Abruzzen, Molise, Umbrië en op Sicilië. Hij was ook actief in Libië, dat destijds door Italië werd bezet. Hier werkte hij aan de opgravingen van Cyrene en Tripolitanië.

## Referentie
- Vertaald van de Engelstalige Wikipedia. (en:Italo Gismondi)

- Bibliothèque nationale de France: cb12943778d (data)
- Gemeinsame Normdatei: 123504198
- International Standard Name Identifier: 0000 0001 1466 0147
- Library of Congress Control Number: no2001029005
- Nationale Bibliotheek van Tsjechië: uk20191027590
- Nationale bibliotheek van Australië: 35871953
- Nationale Bibliotheek van Israël: 987007314690305171
- Nederlandse Thesaurus van Auteursnamen: 067793967
- Réseau des bibliothèques de Suisse occidentale: 02-A003299892
- Istituto Centrale per il Catalogo Unico: RAVV052954
- Système universitaire de documentation: 056942567
- Trove: 1124912
- Union List of Artist Names: 500224885
- Virtual International Authority File: 2113550
- WorldCat: E39PBJvhtGXFFQ74cGwRK43G73